# South East Melbourne Magic
Die South East Melbourne Magic waren eine professionelle Basketball-Mannschaft der australasischen National Basketball League (NBL) aus der im australischen Bundesstaat Victoria gelegenen Stadt Melbourne. Das Team gründete sich 1992 und fusionierte im Jahr 1998 mit den North Melbourne Giants zu den Victoria Titans.

## Erfolge
- Bestes Team der regulären Saison (3): 1992, 1997, 1998
- NBL-Meister (2): 1992, 1996
- Playoff-Teilnahmen (7): 1992, 1993, 1994, 1995, 1996, 1997, 1998
- Final-Teilnahmen (4): 1992, 1996, 1997, 1998

## Saisonbilanzen
- Meister der NBL
- Vizemeister der NBL

| Saison | Platz | Spiele | Siege | Niederlagen | Siegquote in % | PlayOffs                    |
| ------ | ----- | ------ | ----- | ----------- | -------------- | --------------------------- |
| 1992   | 1     | 24     | 20    | 4           | 83,3           | im Finale gewonnen          |
| 1993   | 2     | 26     | 20    | 6           | 76,9           | im Halbfinale ausgeschieden |
| 1994   | 3     | 26     | 18    | 8           | 69,2           | im Halbfinale ausgeschieden |
| 1995   | 2     | 26     | 18    | 8           | 69,2           | im Halbfinale ausgeschieden |
| 1996   | 2     | 26     | 19    | 7           | 73,1           | im Finale gewonnen          |
| 1997   | 1     | 30     | 22    | 8           | 73,3           | im Finale verloren          |
| 1998   | 1     | 30     | 26    | 4           | 86,7           | im Finale verloren          |

## Trainerhistorie
- Brian Goorjian: 1992–1998